# إيرين سميث
إيرين سميث (بالإنجليزية: Erin Smith)‏ هي موسيقية أمريكية، ولدت في 11 أكتوبر 1972.

## وصلات خارجية
- إيرين سميث على موقع ميوزك برينز (الإنجليزية)
- إيرين سميث على موقع أول ميوزيك (الإنجليزية)
- إيرين سميث على موقع ديسكوغز (الإنجليزية)